# Los Llanos de Aridane (Gerichtsbezirk)
Der Gerichtsbezirk Los Llanos de Aridane ist einer der zwölf Gerichtsbezirke in der Provinz Santa Cruz de Tenerife.
Der Bezirk umfasst 7 Gemeinden auf einer Fläche von 427,36 km² mit dem Hauptquartier in Los Llanos de Aridane.

## Gemeinden
| Gemeinde                             | Einwohner (2024) | Fläche km² | Dichte Einw./km² | Cod INE | Postleitzahl       |
| ------------------------------------ | ---------------- | ---------- | ---------------- | ------- | ------------------ |
| Fuencaliente de la Palma             | 1.900            | 56,42      | 34               | 38014   | 38740              |
| Garafía                              | 1.983            | 103,00     | 19               | 38016   | 38787              |
| Los Llanos de Aridane                | 20.283           | 35,79      | 567              | 38024   | 38760, 38767–38769 |
| El Paso                              | 8.156            | 135,92     | 60               | 38027   | 38750              |
| Puntagorda                           | 2.355            | 31,10      | 76               | 38029   | 38789              |
| Tazacorte                            | 4.559            | 11,37      | 401              | 38045   | 38770              |
| Tijarafe                             | 2.684            | 53,76      | 50               | 38047   | 38780              |
| Gerichtsbezirk Los Llanos de Aridane | 41.920           | 427,36     | 98               | –       | –                  |